# Juan Gómez González

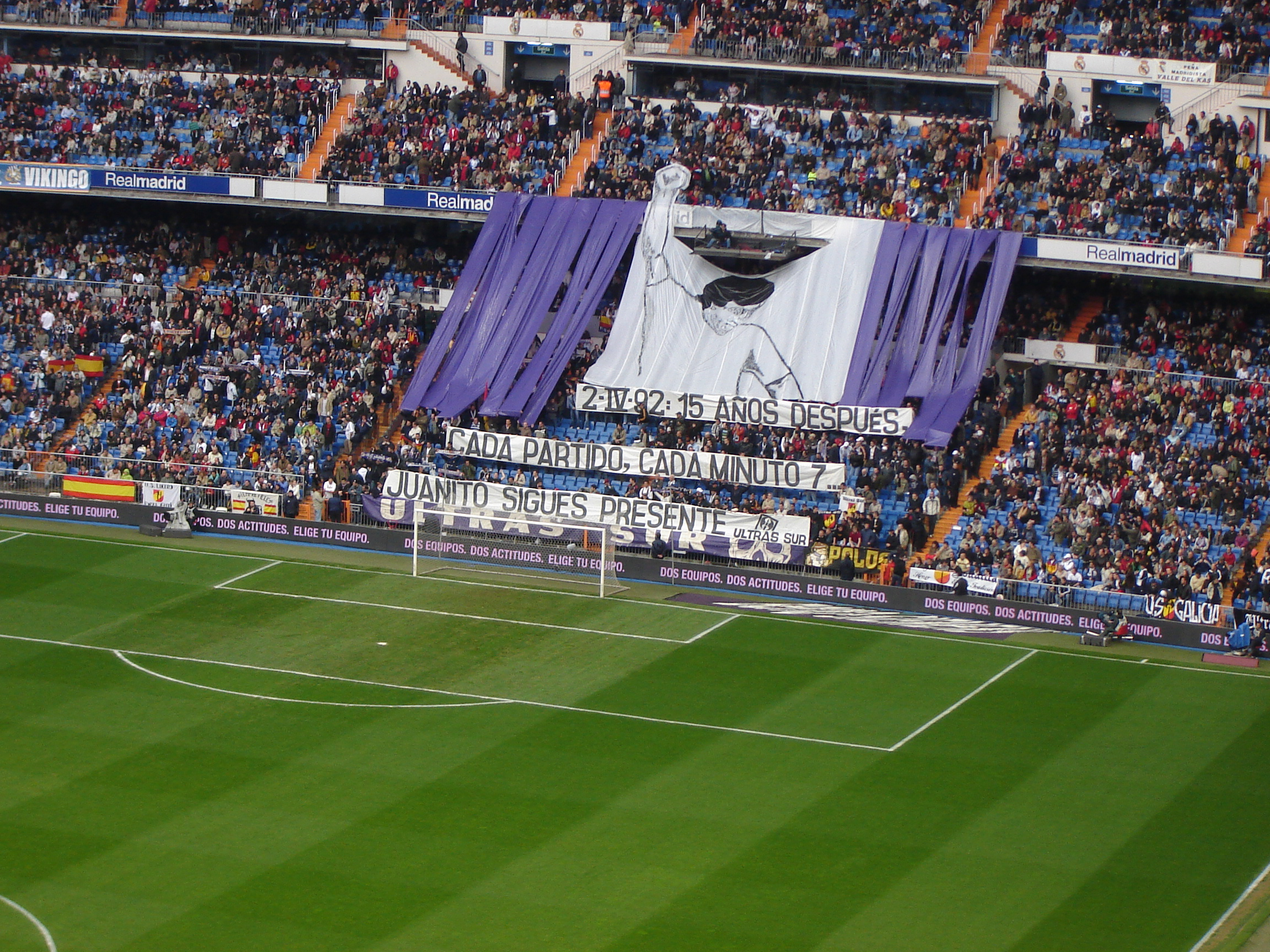
Fans brengen een eerbetoon aan Juanito, 15 jaar na zijn overlijden

Juan Gómez González (Fuengirola, 10 november 1954 – Calzada de Oropesa, 2 april 1992) - voetbalnaam Juanito - was een Spaans profvoetballer. Hij is vooral bekend als aanvaller van Real Madrid. Juanito kwam in 1992 bij een auto-ongeluk om het leven.

## Clubvoetbal
Juanito begon zijn profloopbaan in 1970 bij Atlético Madrid, waar hij tot 1974 speelde. Via Burgos CF (1974-1977) kwam Juanito in 1977 bij Real Madrid. In zijn tien seizoen bij Los Merengues won hij vijf landstitels (1978, 1979, 1980, 1986, 1987), twee Copas del Rey (1980, 1982), Copa de la Liga (1985) en de tweemaal de UEFA Cup (1985, 1986). Bovendien werd Juanito in het seizoen 1983/1984 topscorer van de Primera División met 17 doelpunten, wat hem de Trofeo Pichichi opleverde. Na twee seizoenen bij Málaga CF (1987-1989) sloot Juanito zijn loopbaan als profvoetballer af.

## Nationaal elftal
Juanito speelde 34 interlands voor het Spaans nationaal elftal, waarin hij acht keer scoorde. Zijn debuut maakte de aanvaller op 10 oktober 1976 tegen Joegoslavië. Juanito nam met Spanje deel aan de wereldbekers van 1978 in Argentinië en 1982 in eigen land en het EK 1980 in Italië. De WK-wedstrijd tegen West-Duitsland op 2 juli 1982 was zijn laatste interland.
1 Arconada ·
2 De la Cruz ·
3 Uría ·
4 Asensi ·
5 Migueli ·
6 Biosca ·
7 Dani ·
8 Juanito · 
9 Quini ·
10 Santillana ·
11 Cardeñosa ·
12 Guzmán ·
13 Miguel Ángel ·
14 Leal ·
15 Marañón ·
16 Olmo ·
17 Marcelino ·
18 Pirri  ·
19 Rexach ·
20 Cano ·
21 San José ·
22 Urruti ·
Coach: Kubala
1 Arconada ·
2 Alexanco ·
3 Migueli ·
4 José Diego ·
5 Uría ·
6 Asensi  ·
7 Dani ·
8 Cardeñosa · 
9 Carrasco ·
10 Quini ·
11 Del Bosque ·
12 Juanito ·
13 Urruti ·
14 Gordillo ·
15 Olmo ·
16 Santillana ·
17 Satrústegui ·
18 Saura ·
19 Cundi ·
20 Tendillo ·
21 Zamora ·
22 Artola ·
Coach: Kubala
1 Arconada  ·
2 Camacho ·
3 Gordillo ·
4 Alonso ·
5 Tendillo ·
6 Alexanco ·
7 Juanito ·
8 Joaquín · 
9 Satrústegui ·
10 Zamora ·
11 López Ufarte ·
12 Urquiaga ·
13 Jiménez ·
14 Maceda ·
15 Saura ·
16 Sánchez ·
17 Gallego ·
18 Uralde ·
19 Santillana ·
20 Quini ·
21 Urruti ·
22 Miguel Ángel ·
Coach: Santamaría